# Projet de communauté philosophe

Le Projet de communauté philosophe est un livre écrit entre 1775 et 1777 par Victor d'Hupay.

## Critique
L'ouvrage, qui se veut être un essai philosophique, est la première œuvre que l'auteur ait écrite et publié (1777).
En différents points, c'est un ouvrage fondateur du communisme tel qu'il est entendu à partir du XIXe siècle. Victor d'Hupay y écrit vouloir réunir en sa nouvelle demeure (la Bastide de Puget) un cercle d’amis pour une vie en communauté. 
Il cherche par là à mettre en pratique les valeurs avancées par les philosophes des lumières qui l'ont précédé et prône un partage économique et matériel des biens, des services et des richesses entre voisins au sein d'une même "commune" (communauté de biens) afin de mieux les répartir. Dans cet ouvrage, il cite tantôt comme modèles et sources d'inspiration: Saint-Augustin, Montesquieu, Platon, mais aussi Diderot, Morus et Bacon.
Au moment de la révolution il correspond avec Mirabeau, un personnage politique de la scène provençale et nationale qui partage alors certaines de ses idées, sur les bases qu'il a formulées dans ce recueil. 
Ce texte jette également les grandes lignes de sa pensée en matière d'éducation. En effet, l'auteur fait de l'éducation (scolaire comme familiale) le pivot de l'organisation de sa pensée; pivot qui s'étoffe tout au long de sa vie de philosophe et dans ses textes ultérieurs,.
Cette œuvre en particulier, ainsi que l'Œuvre plus générale de d'Hupay, remontent peu à peu à la surface de la mémoire collective, après 150 ans de quasi-oubli par la communauté intellectuelle et le grand public. Depuis les années 1990, ce texte fondateur de la pensée communiste est progressivement réhabilité notamment par la presse et certains historiens locaux.

## Informations complémentaires
Il n'existe qu'une copie connue du livre original, conservée à la Bibliothèque Diderot de Lyon.